# Znieważenie pomnika
Znieważenie pomnika – czyn zabroniony skodyfikowany jako przestępstwo (występek) w ustawie z dnia 6 czerwca 1997 r. Kodeks karny w dziale dotyczącym przestępstw przeciwko porządkowi publicznemu. Przestępstwo sankcjonowane jest grzywną albo karą ograniczenia wolności.
Przepis jest częścią obowiązującego Kodeksu karnego od czasu jego wejścia w życie w dniu 1 września 1998 r. Podobny przepis znajdował się w poprzednim kodeksie karnym z dnia 19 kwietnia 1969 r. w art. 284 § 2.

## Treść
Art. 261. Kto znieważa pomnik lub inne miejsce publiczne urządzone w celu upamiętnienia zdarzenia historycznego lub uczczenia osoby, podlega grzywnie albo karze ograniczenia wolności.

## Ratio legis
Według doktryny wartością chronioną jest honor przysługujący upamiętnionym osobom albo wydarzeniom historycznym, które zostały upamiętnione w postaci pomnika.